# しこちゅ〜
しこちゅ〜は、愛媛県四国中央市のPRマスコットキャラクターである。

## 概要
四国中央市の合併10周年を記念し、市がマスコットキャラクターの一般公募を行い、2013年11月に決定した。
市民の一体感の醸成、市のPR、市内産品の普及推進の3つの役割があるとされている。
また、市が定めた条件に従い、デザインや着ぐるみを無料で使用することができる。

## デザイン
ネズミをモチーフとしている。

### デザインコンセプト
- 豊かな水資源を育む広大な山林[6]
- 銅山川3連ダム（富郷ダム、柳瀬ダム、新宮ダム）と銅山川疎水によって供給される水資源[6]
- 「日本一の紙のまち」として発展を続ける四国中央市[6]

## キャラクター展開

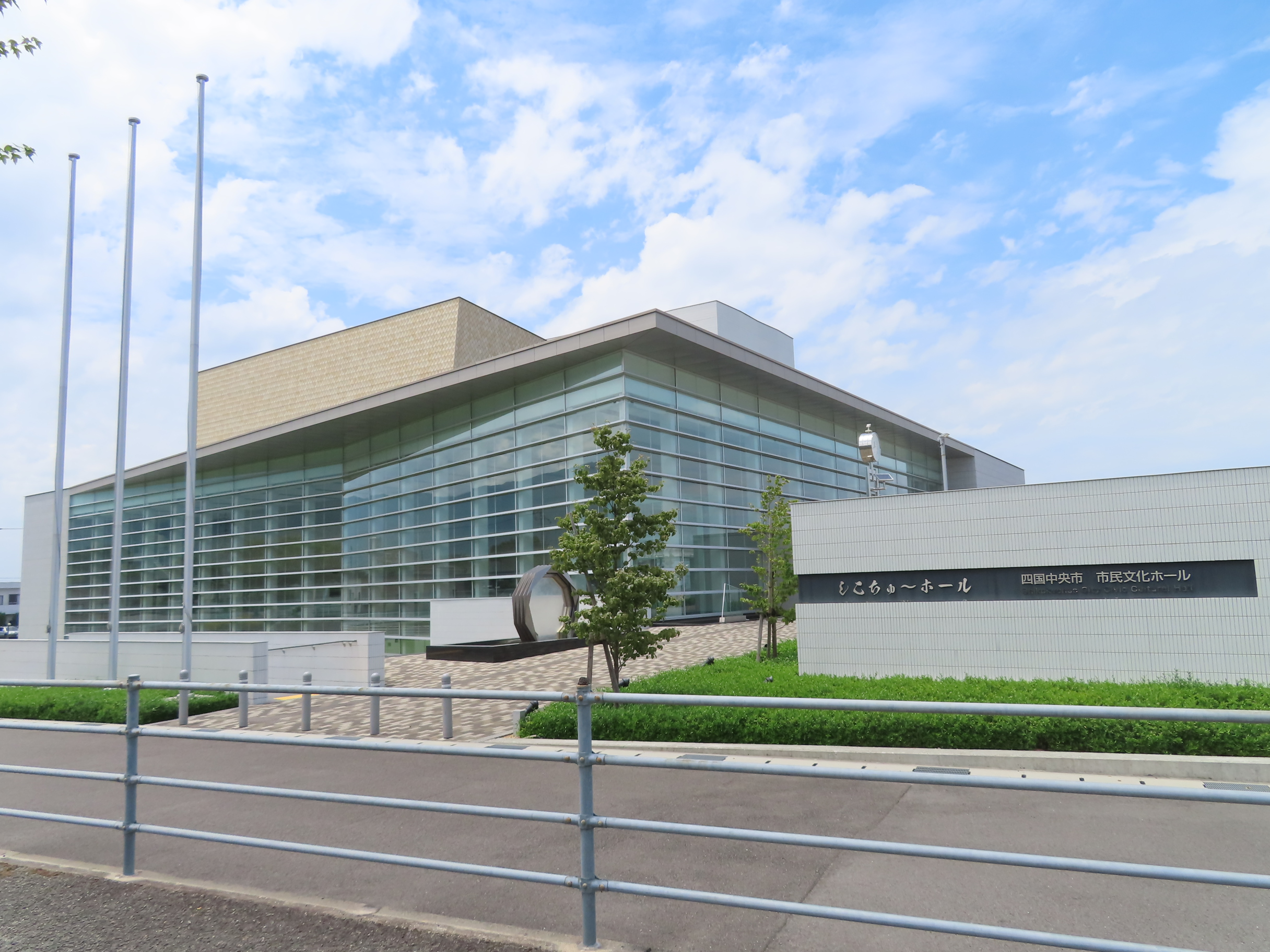
しこちゅ～ホール

- 2014年9月より、愛媛県立三島高等学校の生徒がデザインした、しこちゅ〜を使ったミニバイクとオートバイ用のナンバープレートが交付された[7]。
- 2015年4月、しこちゅ〜のLINEスタンプが発売された[1]。
- ゆるキャラグランプリ2016では、総合順位51位を獲得した[8]。
- 2019年5月、しこちゅ〜を使ってデザインされたオリジナル婚姻届・出生届が作られた[9]。
- 2019年8月に開館した四国中央市市民文化ホールの愛称に、しこちゅ〜の名前が使われている（しこちゅ〜ホール）[10]。

その他、しこちゅ〜を使用した食品、衣料品などの商品が販売されている。